# 대구서부고용노동지청
대구서부고용노동지청(大邱西部雇傭勞動支廳)은 근로조건의 보호, 노사분쟁의 예방·조정, 산업재해의 예방, 근로자의 복지증진, 고용안정, 직업능력개발 등의 업무를 수행하기 위해 설립된 대한민국 고용노동부 대구지방고용노동청 소속기관으로 대구서부고용노동지청장(4급)은 서기관 또는 기술서기관으로 보한다. 대구광역시 달서구 화암로 301 (대곡동) 정부대구지방합동청사 3층에 소재하고 있다.

## 연혁
- 1990년 4월 24일 대구남부지방노동사무소 개설
- 1998년 2월 26일 산업안전과 폐지
- 1998년 8월 10일 보용보험과와 직업안정과를 통합하여 동부고용안정센터 및 남부고용안정센터로 개편
- 1999년 1월 5일 반야월고용안정센터 개소
- 1999년 5월 24일 산업안전과 신설
- 1999년 10월 1일 고용보험적용·징수업무를 근로복지공단에 이관
- 2000년 4월 17일 영천고용안정센터 개설
- 2000년 12월 1일 반야월고용안정센터를 경산시로 이전하고 경산고용안정센터로 명칭 변경
- 2001년 2월 5일 대구북부지방노동사무소 개소. 동부고용안정센터를 남부종합센터로, 남부고용안정센터를 남수성센터로 명칭 변경
- 2003년 6월 7일 대구지방노동청 대구북부지청으로 명칭 변경. 대구북부종합고용안정센터, 대구달서고용안정센터, 대구서부고용안정센터로 개편
- 2004년 7월 1일 노사지원과 신설
- 2006년 3월 2일 대구북부종합고용안정센터, 대구달서고용안정센터, 대구서부고용안정안정센터를 각각 대구북부종합고용지원센터, 대구달서고용지원센터, 대구서부고용지원센터로 명칭 변경
- 2006년 7월 1일 대구달서고용지원센터, 대구서부고용지원센터 폐소
- 2006년 8월 16일 대구강북고용지원센터 신설
- 2007년 10월 8일 대구북부종합고용지원센터 이전 개소
- 2009년 2월 2일 대구강북고용지원센터 이전 개소
- 2009년 5월 1일 노사지원과 및 근로감독과를 근로감독1과 및 근로감독2과로 명칭 변경
- 2009년 8월 6일 근로감독1과 및 근로감독2과를 근로개선지도1과 및 근로개선지도2과로 명칭 변경
- 2010년 2월 24일 관리과를 기확총괄과 관리팀으로 개편
- 2010년 7월 5일 노동부를 고용노동부로 개편
- 2010년 7월 12일 대구지방노동청 대구북부노동지청을 대구지방고용노동청 대구북부고용노동지청으로 변경
- 2012년 12월 3일 청사 이전 (대구광역시 북구 구암로 51 → 대구광역시 달서구 화암로 301 정부대구지방합동청사 3층)
- 2012년 12월 5일 대구지방고용노동청 대구북부고용노동지청을 대구지방고용노동청 대구서부고용노동지청으로 개편

## 조직

### 대구서부고용노동지청장
- 지역협력과
- 근로개선지도1과
- 근로개선지도2과
- 산재예방지도과

## 소속기관
- 대구서부고용센터
- 대구강북고용센터
- 칠곡고용센터